# Боксери (одяг)

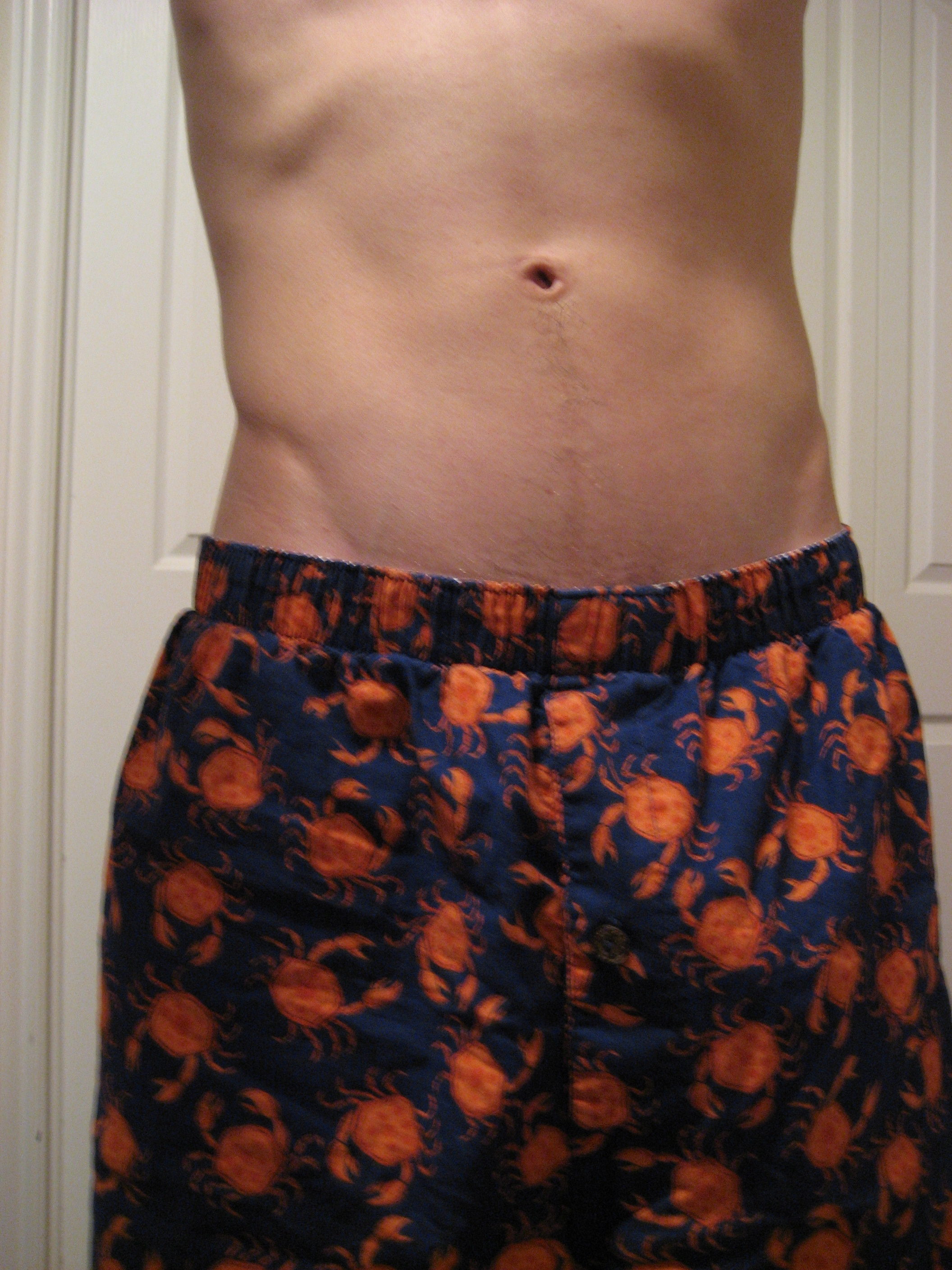
Чоловік в трусах-боксерах

Боксери (англ. Boxer shorts або boxers; також «сімейні», «сімейники») — тип чоловічої спідньої білизни. Являють собою вільні, необтягуючі труси у вигляді шортів. Англійський термін «Boxer shorts» введений в ужиток в 1944 році.

## Історія
У 1925 році Джейкоб Голомб, засновник компанії «Everlast», придумав новий дизайн боксерських трусів, де жорсткий шкіряний пояс замінив гнучким гумовим. Ці спортивні труси для боксу і стали прабатьками нового типу чоловічої нижньої білизни. В Америці популярністю почали користуватися наприкінці 40-х років, чому сприяли військові льотчики.
До 1970-их років з появою обтягуючих джинсів зручніше стало носити бріфи, і боксери почали програвати в популярності. Знову свою популярність боксери набувають в 1986 році, коли Нік Кемен знявся в рекламному ролику «Levi's», де роздягнувшись, продемонстрував білі труси-боксери.

## Сучасний дизайн
Залежно від виробника сучасні боксери шиють з різних тканин (як натуральних, так і синтетичних), з використанням бавовни, трикотажу, шовку. Моделі трусів представлені в різних кольорах і фарбуваннях (однотонні, в смужку, з різними малюнками тощо). Боксери шиють різної довжини (до колін, до середини стегна тощо), Можуть бути без ширіньки або з ширінкою. Ширінька в свою чергу може бути на ґудзиках, кнопках, липучці, а може бути без будь-якого механізму закриття. Боксери можуть бути з вузьким або широким поясом (резинкою), часто на широкому поясі знаходиться ім'я бренду.
Різновидом боксерів є боксери-брифи: вони мають досить складний крій, який поєднує в собі як крій боксерів, так і крій брифів.

## Цікаві факти
- В Україні в народі труси такого типу називають «сімейними».

## Галерея

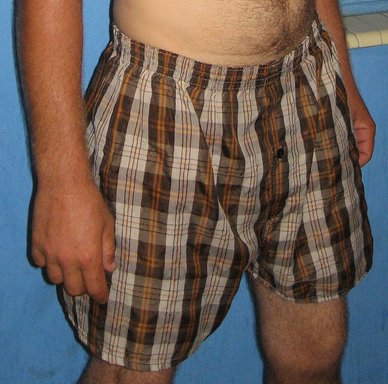
Боксери з ширінкою на ґудзиках
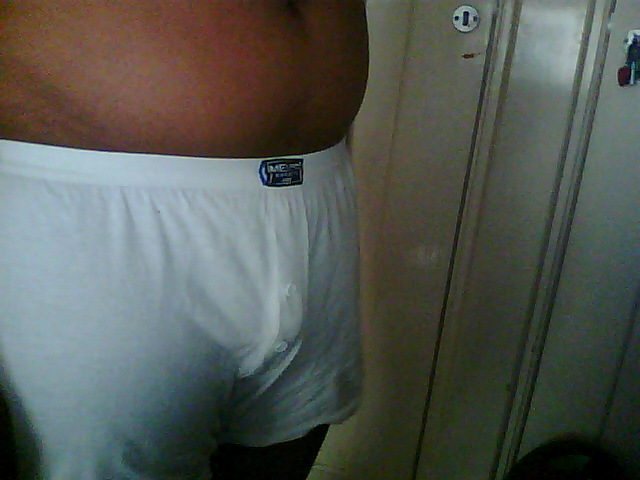
Чоловік в білих боксерах
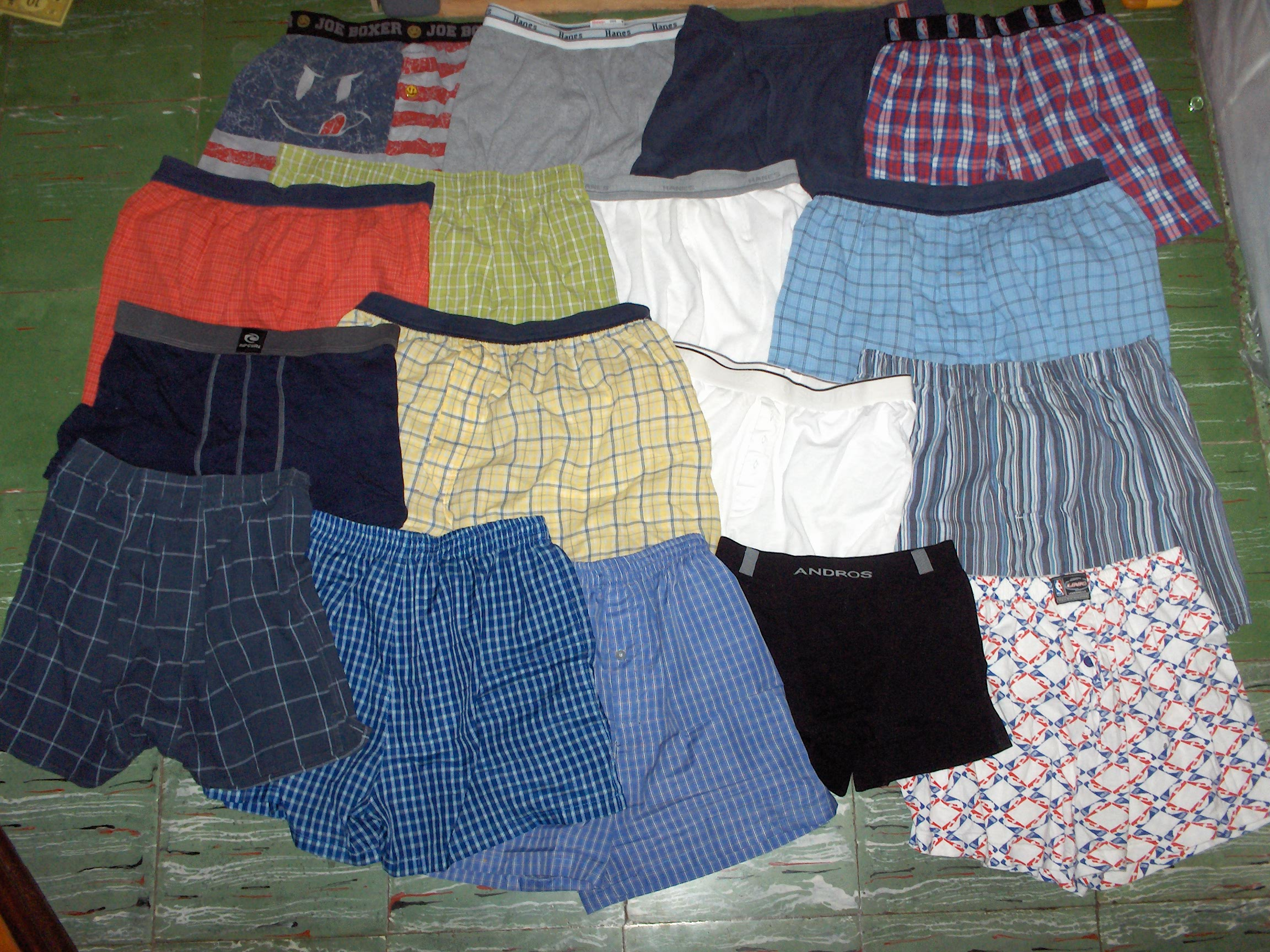
Різні боксери і боксери-бріфи